# Gombsen

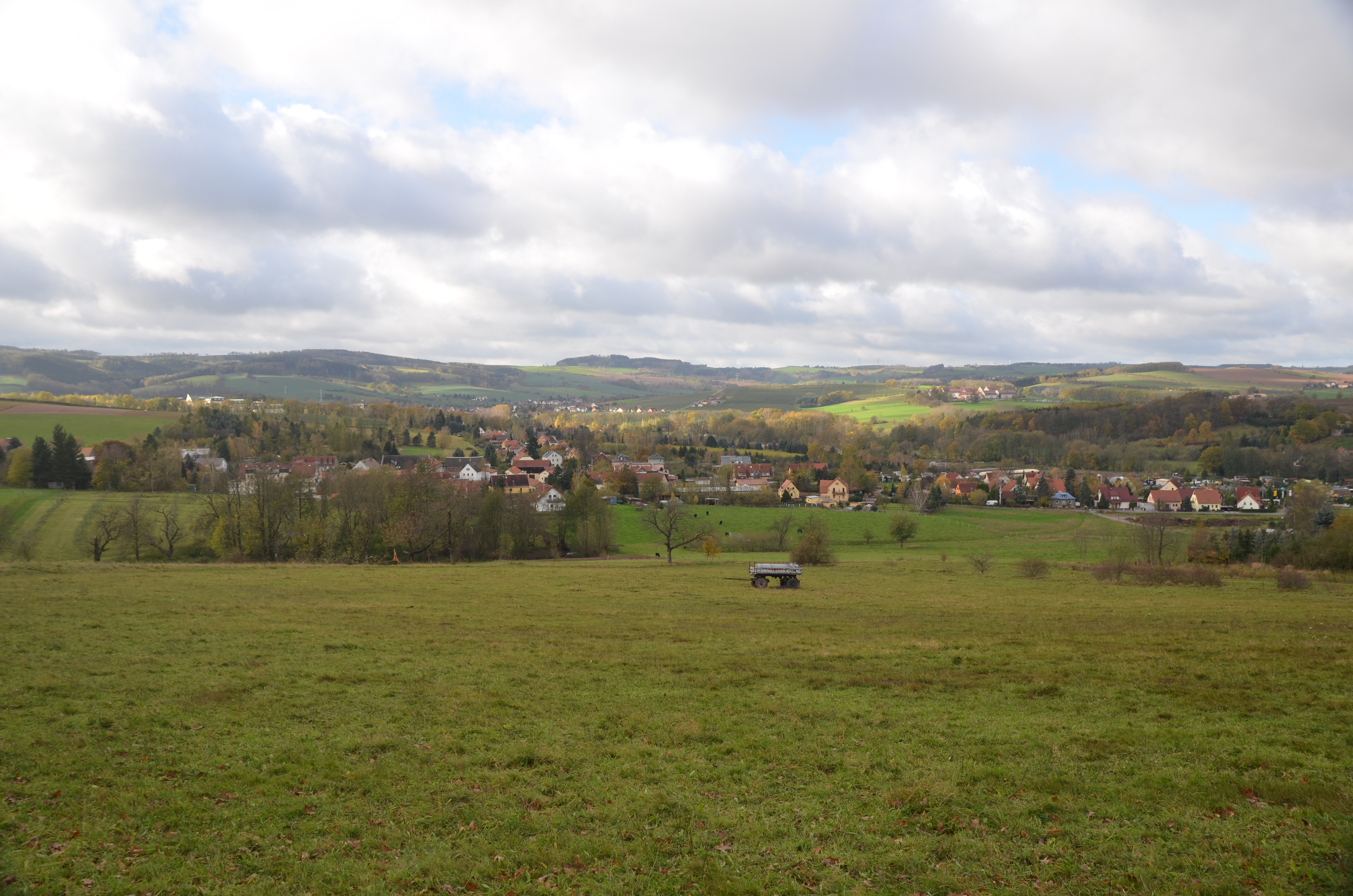
Gombsen – Blick vom Blauberg (2017)

Gombsen ist ein Ortsteil der sächsischen Gemeinde Kreischa im Landkreis Sächsische Schweiz-Osterzgebirge.

## Geografie

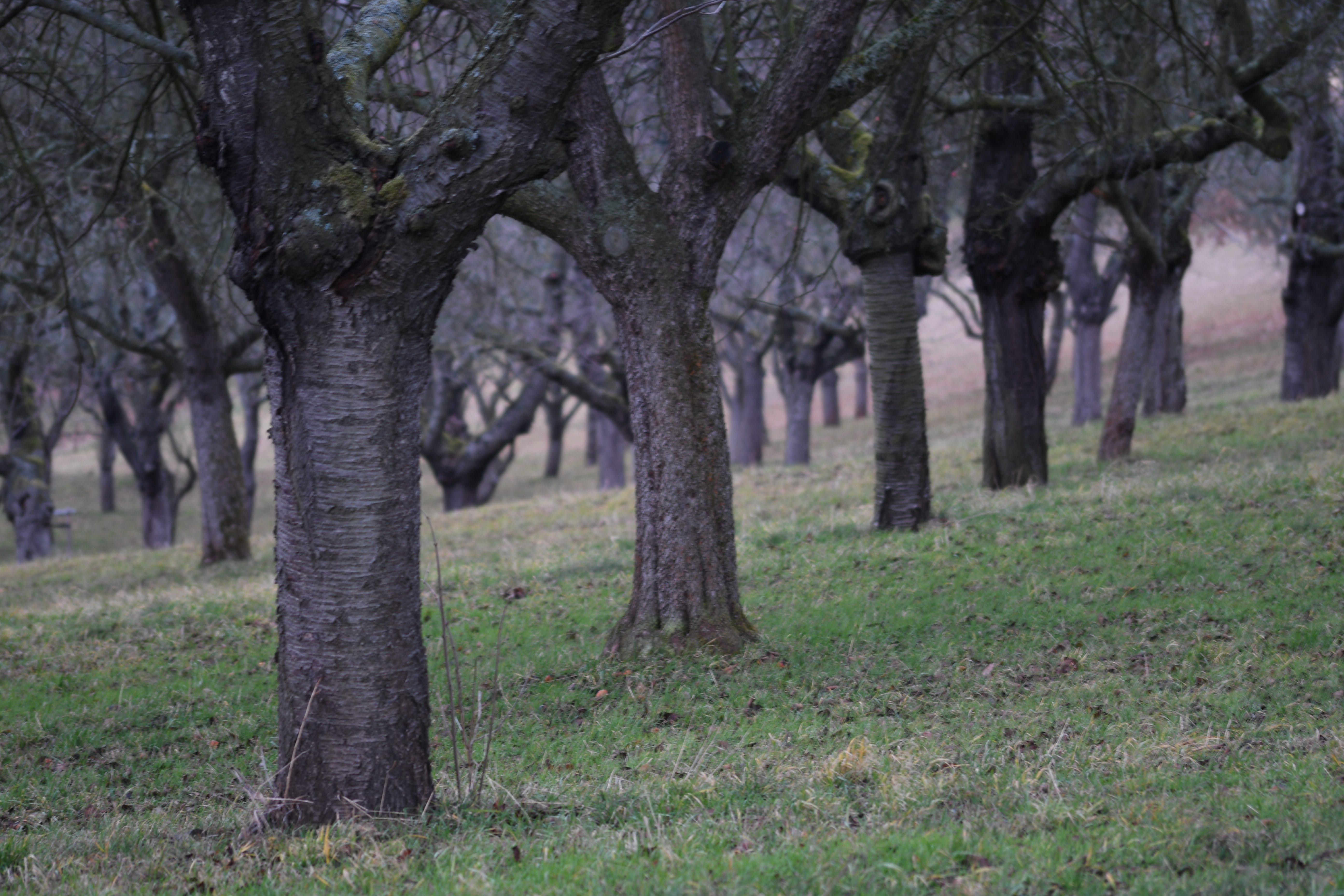
Streuobstwiese mit alten Kirschbäumen im Süden von Gombsen

Das Doppelzeilendorf Gombsen befindet sich südlich der Landeshauptstadt Dresden und nordöstlich von Kreischa.

### Nachbarorte
| Kautzsch   | Sobrigau                                    | Borthen      |
| Theisewitz | Kompassrose, die auf Nachbargemeinden zeigt | Neuborthen   |
| Kreischa   | Saida                                       | Wittgensdorf |

## Geschichte
Der Ortsname leitet sich von dem altslawischen Begriff Komašin ab und bedeutet Dorf des Komaš.
Die erste urkundliche Erwähnung Gombsens stammt aus dem Jahr 1445. 1445 gehörte der Ort zur Pflege Dohna, 1526 zur Pflege Dresden. Ab 1843 war Gombsen zum Amt Pirna gehörig. Danach gehörte der Ort von 1856 bis 1875 zum Gerichtsamt Dippoldiswalde, dann zur gleichnamigen Amtshauptmannschaft. 1939 wurde der in der Nachbarschaft liegende Ort Saida eingemeindet, am 1. Juli 1950 Wittgensdorf. 1952 wurde Gombsen Teil des Kreises Freital. Zum 1. Januar 1974 erfolgte die Eingemeindung nach Kreischa. Im Zuge der Landkreisreform in Sachsen 1994 wurde Kreischa mit seinen Ortsteilen Teil des aus den Landkreisen Freital und Dippoldiswalde neugebildeten Weißeritzkreises. Dieser wurde zum 1. August 2008 mit dem Landkreis Sächsische Schweiz zum Landkreis Sächsische Schweiz-Osterzgebirge vereinigt.

### Entwicklung der Einwohnerzahl
| Jahr      | Einwohnerzahl                           |
| --------- | --------------------------------------- |
| 1548/51   | 18 besessene Mann                       |
| 1748/1764 | 15 besessene Mann, 7 Gärtner, 8 Häusler |
| 1834      | 148                                     |
| 1871      | 177                                     |
| 1890      | 220                                     |
| 1910      | 300                                     |

| Jahr | Einwohnerzahl |
| ---- | ------------- |
| 1925 | 316           |
| 1939 | 489           |
| 1946 | 641           |
| 1950 | 760           |
| 1964 | 586           |
| 2011 | 514           |

## Mit Gombsen verbundene Persönlichkeiten
- Siegfried Schade (1930–2015), Maler, Grafiker und Keramiker